# Ernst Linder
Ernst Linder (25. april 1868 i Pohja – 14. september 1943) var en svensk generalmajor. Han tilhørte en adelsfamilie, som stammede fra Westfalen, men som ikke var blevet optaget i den svenske adel. Han var søn af godsejer og finsk kommunalpolitiker Ernst Linder d.æ..

## Karriere
Linder tog studentereksamen i 1887, officerseksamen i 1889 og gik på krigsskolen i Stockholm 1892-1894. Han gjorde tjeneste i den svenske hær 1887-1918 og i den finske hær under den finske borgerkrig som chef for Satakuntagruppen. Han var ved siden af Harald Hjalmerson, den anden svenske statsborger, som havde en højtstående post i den finske hær. Han gjorde igen tjeneste i den finske hær som inspektør i kavaleriet fra 12. december 1918 til 24. juli 1919. Linder deltog som dressurrytter ved de olympiske lege i 1924, hvor han fik en guldmedalje.
Som finsk general af kavaleriet blev han udpeget til korpschef for det svenske korps af frivillige fra 6. januar til 24. februar 1940 samt chef for Sallastyrken fra 28. februar til 26. april 1940.
Han var i mange år talsmand for Samfundet Sverige-Finland.
Han er begravet på Norra begravningsplatsen i Stockholm.

## Militær karriere i Finland
- Oberst – 1918
- Generalmajor – 13. april 1918
- Generalløjtnant – 1938
- General af kavalleriet 1940

## Udmærkelser og ordner
- Ridder af Johanniterordenen
- Ridder af Frihedskorsets orden
- Kommandør af første klasse af Finlands Hvide Roses Orden
- Ridder af Æreslegionen
- Riddere af anden klasse af Jernkorset[1]

## Eksterne kilder
- Wikimedia Commons har flere filer relateret til Ernst Linder
- Ernst Linder Arkiveret 9. januar 2012 hos  Wayback Machine
- Ernst Linders profil hos databaseOlympics.com (arkiveret) (engelsk)
- Ernst Linders profil på Sports-Reference OL-resultater (arkiveret) (engelsk)
- Ernst Linders profil på Olympedia (engelsk)
- Ernst Linders profil hos Sveriges Olympiske Komité (svensk)
- Ernst Linders profil hos Find a Grave (engelsk)